# Stefan Zeisberger
Stefan Zeisberger (* 1977 in Bremen) ist ein deutscher Wirtschaftswissenschaftler und Professor an der Radboud-Universität Nijmegen und Universität Zürich.

## Leben
Stefan Zeisberger studierte Wirtschaftswissenschaft an der Universität Bremen und an der University of Bath. Er erlangte die Promotion in Betriebswirtschaftslehre mit dem Schwerpunkt Behavioral Finance an der Westfälischen Wilhelms-Universität Münster. Im Anschluss hielt er Positionen an der Universität Zürich und an der Stony Brook University. Er war zudem Gastwissenschaftler am California Institute of Technology. An der Radboud-Universität Nijmegen ist er seit 2016 Inhaber des Lehrstuhls für Financial Economics.
Sein Forschungsschwerpunkt ist das Gebiet der Behavioral Finance, insbesondere die Psychologie bei Investitionsentscheidungen und die Risikowahrnehmung, auch in Kombination mit Finanztechnologie oder Nachhaltigkeit. Er ist Autor zahlreicher Veröffentlichungen in diesem Bereich.

## Publikationen (Auswahl)
- Tommy Crépellière, Matthias Pelster und Stefan Zeisberger: Arbitrage in the market for cryptocurrencies In: Journal of Financial Markets. 100817, 2022. doi:10.1016/j.finmar.2023.100817
- Florian Heeb, Julian Kölbel, Falko Paetzold und Stefan Zeisberger: Do Investors Care About Impact? In: Review of Financial Studies. Bd. 35, 2022. doi:10.1093/rfs/hhac066
- Stefan Zeisberger: Do People Care About Loss Probabilities? In: Journal or Risk and Uncertainty. Bd. 65, 2022. doi:10.1007/s11166-022-09391-y
- Felix Holzmeister, Jürgen Huber, Michael Kirchler, Florian Lindner, Utz Weitzel und Stefan Zeisberger: What Drives Risk Perception? A Global Survey with Financial Professionals and Laypeople. In: Management Science. Bd. 66, 2020, S. 3799–4358. doi:10.1287/mnsc.2019.3526
- Meike Bradbury, Thorsten Hens und Stefan Zeisberger: Improving Investment Decisions with Simulated Experience. In: Review of Finance. Bd. 19, 2015, S. 1019–1052.